# Elephantomyia mossambica
Elephantomyia mossambica är en tvåvingeart som beskrevs av Alexander 1960. Elephantomyia mossambica ingår i släktet Elephantomyia och familjen småharkrankar.
Artens utbredningsområde är Moçambique. Inga underarter finns listade i Catalogue of Life.